# Эльдаров, Антон Игоревич
Анто́н И́горевич Эльда́ров (род. 28 июля 1980, Москва, СССР) — российский актёр театра, кино, телевидения, озвучивания и дубляжа.

## Биография
Родился 28 июля 1980 года в Москве в многодетной семье. Отец — писатель-сказочник, драматург театра и кино Игорь Давыдович Фарбаржевич (1946—2022); мать — скрипачка. Прапрадед по материнской линии — дирижёр и музыкальный деятель К.С. Сараджев.
С 1985 года учился в Центральной музыкальной школе при Московской Государственной консерватории им. Чайковского по классу скрипки, откуда был исключён на четвёртом году обучения из-за непонимания сольфеджио. Впоследствии продолжил обучение уже в простой школе, участвовал в постановках школьной театрально-музыкальной студии.
В 2001 году окончил ВГИК (мастерская Г. Г. Тараторкина). Работал в театре Гоголя и в театре им. К. С. Станиславского.                                                               В настоящий момент играет в антрепризах.
Первым фильмом стала курсовая работа режиссёра Анны Меликян «Полетели», получившая Гран-при на Миланском кинофестивале короткометражных фильмов, где Антон Эльдаров сыграл главную роль.
Известен по телесериалам «Солдаты» (сержант Гунько) и «Склифосовский» (доктор Салам Гафуров).
Пишет музыку и стихи (в том числе к фильмам), играет на гитаре: был в разное время лидером таких музыкальных групп, как «Посткриптум», «Эльгоманза», а также в прог-инди-группе «Область Сердца».
С 2000 года также занимается дублированием иностранных фильмов и телесериалов на русский язык, будучи замеченным актёром и режиссёром дубляжа компании «Selena International» Владимиром Ферапонтовым (тогда студия находилась во ВГИКе). Среди работ актёра: фильмы «Шпион» (роль — Альдо) и «Кролик Питер» (главная роль).
В 2015 году принял участие в литературном проекте «Быть поэтом!».
В 2023 году выпустил свой первый сольный студийный альбом «Летание» (совместно с другими музыкантами), в котором выступил и как автор слов и музыки, и как аранжировщик и саундпродюсер.
Вторая жена — Марина Дьякова, художник по гриму в нескольких спектаклях Московского театра мюзикла. От первого брака есть двое детей.                 Младший брат — Даниил Эльдаров (1981 г. р.) — актёр дубляжа и озвучивания.

## Творчество

### Роли в театре

#### Театр «Ателье»
- 2016 — «Имя»[9] по пьесе М. Делапорт, А. де Ла Пательер — Евгений
- 2017 — «Трактирщица»[10] по пьесе К. Гольдони — Фабрицио

#### Другие театры
- Хлестаков — почтмейстер
- Семеро святых из деревни Брюхо — Тимоша
- Сон в летнюю ночь — Пигва, Лизандр
- Обыкновенное чудо — Администратор[11][12][13]

#### Роли вантрепризах
- Отдайтесь гипнотизёру — гипнотизёр
- Twelfth Night or What You Will (англ. «Двенадцатая ночь») — Maria

### Фильмография
- 1999 — Полетели (короткометражный)
- 2004 — Боец — заключённый
- 2004 — Посылка с Марса — случайный водитель
- 2004 — Чудная долина — первый укуренный
- 2004—2007 — Солдаты 1—4, 13 — рядовой/младший сержант/сержант/старший сержант Георгий Константинович Гунько
- 2005 — Казус Кукоцкого — Гена и Виталий Гольдберги
- 2006 — Братья по-разному — Иван
- 2006 — Знаки любви — Колян
- 2006 — Из пламя и света — Глебов
- 2006 — Фитиль (сюжет «Рота, подъём!»)
- 2006 — Острог. Дело Фёдора Сеченова — Адам Замирьян
- 2006 — Русский перевод — Цыганов
- 2006 — Служба 21, или Мыслить надо позитивно — Мамука
- 2007 — Май — Савела
- 2008 — ГИБДД и т.д. — лейтенант Воробьёв
- 2008 — Мент в законе — Юлиан Римский (фильм №4 «Охота на авторитета»)
- 2008 — От любви до кохання — Рома
- 2008 — Ранетки — Русланчик, жених Каримовой
- 2009 — Заградотряд[4] — Моня
- 2010 — Солдаты. Дембель неизбежен — старший сержант МЧС Гунько
- 2011 — Мантикора — Дёрганный
- 2011 — Сделано в СССР — Леонид
- 2011—2017 — Склифосовский — Салам Магомедович Гафуров (1—5 сезоны) с 1-й по 12-ю серии — аспирант, с 13-й по 58-ю и с 70-й по 104-ю серии — хирург в отделении неотложной хирургии. С 24-й серии — кандидат медицинских наук. С 31-й по 53-ю серию — парень Юли. Старший брат Алины, сын Венеры Халиловны Гафуровой. С 76-й по 105-ю серии — ответственный за научную работу. В 105-й серии — погиб в результате несчастного случая.
- 2012 — Анечка — Сандро-младший
- 2012 — Побег — Сурик, двоюродный брат Налима
- 2012 — Москва. Три вокзала — Артемий Турбин[14]
- 2014 — Отец Матвей — Александр Померанцев, лейтенант полиции
- 2018 — Гаражный папа — Кеша
- 2019 — Чернов — Тиханович
- 2020 — Смерть в объективе — Роман Сергеевич Рудин, следователь
- 2020 — Анатомия убийства 3 — Игорь Маркович Рубин
- 2020 — Бывшие — Яша
- 2021 — Крюк — Вадим, коллега Олега Борисовича
- 2021 — Сельский детектив. Чёрная бабочка — Сергей, двоюродный брат Макса и Саши
- 2022 — Без правил — Семён Николаевич Аракчеев, юрист
- 2022 — Акушер — Агалиди
- 2023 — Библиотекарь — чтец
- 2024 — Светлаков+ — скрипач

#### Озвучивание мультфильмов
- 2012 — Немного о Страшилке — Крот
- 2018 — Снежная Королева: Зазеркалье — тролль Орм
- 2020 — Полное погружение — Гамма / Пит / кальмар
- 2021 — Пиноккио. Правдивая история — Джеппетто
- 2022 — Кощей. Похититель невест — Гелик / Резик
- 2022 — Большое путешествие: Специальная доставка — Карл
- 2022 — Царство против разбойников — Макар
- 2023 — Великолепная пятерка — Шустрый

### Компьютерные игры
- 2015 — DotA 2 —  Kunkka, Razor, Sniper[источник не указан 410 дней]
- 2018 — Кровная вражда: Ведьмак. Истории — Гаскон[15]
- 2020 — Valorant — Cypher[16]
- 2021 — Resident Evil Village — Крис Редфилд[17]
- 2022 — Dying Light 2: Stay Human — Хакон[18]
- 2022 — God of War: Ragnarök — Хеймдалль